# Bolboceras laportei
Bolboceras laportei är en skalbaggsart som beskrevs av Samuel Stehman Haldeman 1853. Bolboceras laportei ingår i släktet Bolboceras och familjen Bolboceratidae. Inga underarter finns listade.